# 陸廷柱
陸廷柱（？—1796年），江蘇通州人。中國清朝軍事將領。
乾隆二十一年（1756年），由行伍拔補狼山鎮標右營把總。次年升千總。乾隆二十九年（1764年），遷吳淞營守備。乾隆三十三年（1768年），遷南彙營都司。乾隆三十九年（1774年），遷京口水師左營遊擊。乾隆四十四年（1779年），擢浙江鎮海水師營參將。四十七年，擢瑞安協水師副將。四十九年，擢閩粵南澳鎮總兵。乾隆五十年（1785年）調福建臺灣鎮總兵。次年三月調汀州鎮總兵，不久尋命仍回任南澳。同年十一月，林爽文之亂發生，乾隆五十二年（1787年）三月，閩浙總督李侍堯奏調粵東兵四千助勦，陸廷柱自請前往。次年三月，事平，五月，回南澳任。因受到柴大紀牽連，降三級調用。
乾隆五十四年（1789年）正月，乾隆帝對其加恩，仍授南澳鎮總兵。十月，調廣東雷瓊鎮。乾隆五十五年（1790年），參將錢邦彥在巡視洋面期間，遇盜被害。陸廷柱因此革職，留瓊州協緝。乾隆六十年（1795年），又被上諭斥責捕獲懈怠，發往伊犁效力。嘉慶元年（1796年）卒。